# M-commande

En linguistique théorique, la m-commande est  une relation entre deux éléments d'un arbre syntaxique. C'est une version plus large de la c-commande. C-commande et m-commande sont définies par l'association de l'arbre syntaxique et de la grammaire syntaxique de tradition chomskienne (gouvernement dans la théorie du liage, programme minimaliste); ainsi, ces structures s'appliquent uniquement aux théories engendrées par la syntaxe. Par exemple, cela ne s'applique pas, ou difficilement, aux structures de la grammaire de dépendance. La définition d'Aoun et Sportiche(1983) de la c-commande correspond à l'actuelle "m-commande". Chomsky (1986) donne une définition standard de la m-commande. Soient X et Y deux nœuds d'un arbre syntaxique, X m-commande Y si et seulement si : 
- X ne domine pas Y ;
- Y ne domine pas X ;
- la projection maximale de X domine Y.

La notion de projection maximale est empruntée à la théorie X-barre, la projection maximale de X étant le plus haut nœud qui domine X. La différence entre c-commande et m-commande est qu'en plus de m-commander tout ce qu'il c-commande, X m-commande l'élément spécifieur de la phrase qu'il dirige. La m-commande est utilisée dans la formulation de la relation syntaxique du gouvernement. 